# Elf

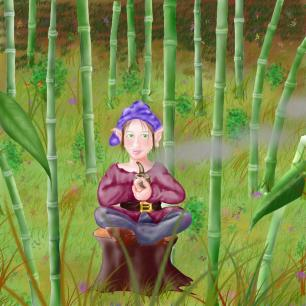
Elf

Els elfs són, originàriament, petites criatures antropomorfes i màgiques de la mitologia germànica i nòrdica, relacionades amb la natura. Apareixen en diferents cultures del nord d'Europa, com l'alemanya, l'escandinava i l'anglosaxona. Al Regne Unit, Canadà i Estats Units també es coneixen amb el nom d'elfs els menuts ajudants del Pare Noel.
Tanmateix, la literatura fantàstica s'ha inspirat en aquestes figures mitològiques per crear diverses tipologies de personatges. Acostumen a ser criatures de la mida humana però molt més intel·ligents, de pell blanca i poders telepàtics o connexió amb la natura. Destaquen, d'entre tots els elfs de la literatura universal, la raça creada per J. R. R. Tolkien a la seva obra centrada en la Terra Mitjana.
A l'edat mitjana se'ls relacionava amb els malsons i eren els artífexs de les varetes màgiques. Podien tenir un caràcter benèfic o malèvol i a causa del seu aspecte infantil, determinades llegendes als associen a entremaliadures pròpies dels nens, com petites pessigades o amagar objectes de la llar.

## Etimologia
La paraula elf prové del protogermànic albo-z, albi-z i del nòrdic antic álfir, l'alt alemany mi elbe.
L'etimologia primordial pot ser l'arrel protoindoeuropea albh- que significa "blanc", del qual també prové el llatí albus, "blanc".
Els termes corresponents en les llengües germàniques són:
- Germànic nòrdic:
  - Nòrdic antic: álfir, plural álfar
  - Islandès: álfar, álfafólk i huldufólk (gent amagada)
  - Danès: Elver, elverfolk o alfer
  - Noruec: alv, alven, alver, alvene / alvefolket
  - Suec: alfer, alver o älvor

- Germànic occidental continental:
  - Neerlandès: elf, elfen, elven, alven (neerlandès mitjà alf)
  - Alemany: de l'anglès: Elf (m.), Elfe (f.), Elfen "fades". Elb (m.), plural Elbe o Elben, és un terme reconstruït mentre que Elbe (f.) està atestiguat a l'alt alemany mitjà. Alb, Alp (m.) plural Alpe té el significat d'"íncube" (antic alt alemany alp, plural alpî o elpî)